# Iberia Express
Iberia Express és una aerolínia filial de l'International Airlines Group (IAG) que començà a operar el 25 de març de 2012.
Es va fundar el 6 d'octubre de 2011. Està pensada per a operar vols de radi curt i mitjà des del hub d'Iberia a l'Aeroport de Madrid-Barajas i aportar passatgers a les línies de radi llarg d'aquesta.